# Hejőbába
Hejőbába là một thị trấn thuộc hạt Borsod-Abaúj-Zemplén, Hungary. Thị trấn này có diện tích 18,72 km², dân số năm 2010 là 1966 người, mật độ 105 người/km².